# Women Without Men
Women Without Men é um filme britânico de 1956, do gênero drama policial, dirigido por Elmo Williams e Herbert Glazer – estrelado por Beverly Michaels, Joan Rice e Hermione Baddeley. Três mulheres fogem juntas da prisão, por diversos motivos pessoais.

## Elenco
- Beverly Michaels - Angie Booth
- Joan Rice - Cleo
- Thora Hird - Granny
- Avril Angers - Bessie
- Paul Carpenter - Nick
- Hermione Baddeley - Grace
- Bill Shine - Reveller
- Gordon Jackson - Percy
- Valerie White - Governador
- Eugene Deckers - Pierre
- April Olrich - Margueritte
- Ralph Michael - Julian
- Betty Cooper - Evans
- Sheila Burrell - Babs
- Michael Golde - Bargee